# Angie Alexander
Angela Salmaso (Padova, 17 novembre 1983) è un'attrice e sceneggiatrice italiana.

## Biografia
Attrice e Creative Producer. Ha iniziato la sua carriera come attrice all'età di 14 anni, dopo aver preso parte al cast di molte produzioni teatrali tra il 2000 e il 2004, passa al Cinema nel 2005 ottenendo il ruolo da protagonista nel film "Where Angels Hide" al fianco di Danny Quinn con la regia di Pino Sondelli. Nel 2006 viene scelta dagli Audio 2 come protagonista per il videoclip del singolo Zucchero Amaro, che anticipa l'uscita del loro settimo album Acquatiche Trasparenze. Nel 2009 è parte del cast del cortometraggio "Nuvole, solamente Nuvole" vincitore al Capri Hollywood 2009 e in numerosi festival italiani. Dopo aver interpretato alcuni ruoli come attrice su produzioni cinematografiche nazionali ed internazionali con alcune importanti esperienze anche negli Stati Uniti, nel 2012 è tra i quattro inviati Coca-Cola a Londra per seguire l'evento inaugurale dei giochi olimpici in onda su Deejay TV. Nel 2013 è nel cast di "Sole a catinelle" di Checco Zalone per la regia di Gennaro Nunziante e in "Maldamore" per la regia di Angelo Longoni prodotto da Maria Grazia Cucinotta. Sempre nel 2013 prende parte ad uno degli spot tv per la TIM al fianco di Chiara Galiazzo. Nel 2014 interpreta la protagonista femminile Francesca Swart nel cortometraggio "Doppia Luce" per la regia di Laszlo Barbo, vincitore come miglior corto in 25 Festival Internazionali tra cui il Los Angeles Film Festival e in 10 Festival Italiani tra cui Cortinametraggio come miglior corto della giuria. Per la sua interpretazione in Doppia Luce vince il premio come miglior attrice protagonista al Los Angeles Film Festival, al NoCrime Film Festival premiata dalla casting director Marita D’Elia e riceve il Leone di Vetro alla 72ma Mostra del Cinema di Venezia come miglior attrice italiana emergente.
Dal 2008 collabora come Creative Supervisor con DNA Cultura, società che si occupa di contenuti multimediali per la valorizzazione dei Beni Culturali collaborando con i principali musei italiani ed internazionali. Dal 2016 inizia la sua carriera come produttrice indipendente fondando la casa di produzione RedString insieme a Diego Loreggian e nello stesso anno produce il cortometraggio ‘Moby Dick’ diretto da Nicola Sorcinelli con protagonista Kasia Smutniak, grazie al quale vince il Nastro d’Argento 2017 come miglior cortometraggio italiano. Nel 2020 vince il suo secondo Nastro D’Argento grazie al cortometraggio A Cup Of Coffee With Marilyn di Alessandra Gonnella con protagonista Miriam Leone nel ruolo di una giovane Oriana Fallaci e le musiche originali di Francesca Michielin. Da quest’ultimo progetto è nata la serie tv “Miss Fallaci” in uscita a Febbraio 2025 su Rai 1 e premiata al MIA Drama Pitching Forum 2020 con il ViacomCBS International Studios Award come miglior serie internazionale prodotta da Paramount Television International Studios, Minerva Pictures e RedString. Dal 2022 ad oggi Angela Salmaso ha prodotto altri tre cortometraggi: nel 2021 ‘Una Nuova Prospettiva’ con l'attore premio Oscar Zoltán Cservák, presentato in anteprima al Torino Film Festival, nel 2023 il cortometraggio ‘Frammenti’ con Matilde Gioli e nel 2024, il corto ‘Chloe’, con protagonista la star di Netflix Charithra Chandran, presentato in anteprima all’81ma Mostra del Cinema di Venezia.

## Filmografia

### Attrice

#### Cinema
- Where Angels Hide, regia di Pino Sondelli (2005)
- Al-Shaula, regia di Leonardo Ricagni (2008)
- Zippo in Fiamma - cortometraggio, regia di Renato Marotta (2010)
- Vacanze di Natale a Cortina, regia di Neri Parenti (2011)
- Pietro - cortometraggio, regia di Lucia Yandoli (2012)
- La sedia della felicità, regia di Carlo Mazzacurati (2013)
- Sole a catinelle, regia di Gennaro Nunziante (2013)
- Maldamore, regia di Angelo Longoni (2014)
- Love on diet - cortometraggio, regia di Giulia Canella (2014)
- Doppia Luce - cortometraggio, regia di Laszlo Barbo (2014)

#### Televisione
- The Erasmus Generation - serie tv, regia di Andre Guidot,  (2012)
- Olimpic Games London - programma TV, regia di Alberto Accettulli (2012) – Inviata speciale Deejay TV

## Teatro
- Strix “Ecate” (1999)
- Sire Halewyn “Purmelende” (2000)
- “Lucrezia” (2001)
- Vera “Monologo” (2001)
- Ophelia “Ophelia” (2001)
- 180 “Elisa” (2002)
- El Selvadego “Bulega” (2002)
- Arteggiando con l’amore “Anna” (2003)
- Elegia, per non dimenticare (2003)
- Personaggi in libertà “Vanda” (2004)
- La Locandiera “Ortensia” (2005)

## Video musicali
- 2012 - We are Europe (singolo) - OST The Erasmus Generation MC Matt feat N-Emy
- 2006 - Zucchero Amaro - Audio 2
- 2005 - Ci sarà ancora - Giovanna D'Angi

## Spot pubblicitari
- 2013 - Gruppo Telecom Italia per #Amoiltalento – uno spot

## Premi e candidature
Ha vinto il premio come miglior attrice protagonista per Doppia Luce al Top Short Film Festival 2015 e al NoCrime Film Festival oltre ad aver ottenuto due nomination come miglior attrice protagonista al Sanford International Film Festival e al Los Angeles Independent Film Festival